# Баррера Вальверде, Альфонсо
Альфонсо Баррера Вальверде (исп. Alfonso Barrera Valverde; 29 марта 1929, Амбато, Эквадор — 6 сентября 2013) — эквадорский поэт и прозаик, дипломат, министр иностранных дел Эквадора (1980—1981).

## Биография
Родился в многодетной семье, его отец был профессором. Окончил юридический факультет Центрального университета Эквадора и Гарвардский университет.
В возрасте 23 лет поступил на работу в МИД и вскоре он был назначен послом в Доминиканской Республике, представляя также Венесуэлу, поскольку отношения между этими странами были разорваны из-за того, что Венесуэла помогла 13 гражданам Доминиканской Республики получить политическое убежище в США.
- 1970—1975 гг. — посол а Аргентине,
- 1976—1980 гг. — посол в Испании,
- 1980—1981 гг. — министр иностранных дел Эквадора. На этой должности столкнулся с ухудшением взаимоотношений с соседним Перу, что привело к военному конфликту в январе 1981 г. Успешно участвовал в его урегулировании на специально созванном совещании стран-членов Организации Американских государств в Вашингтоне. Вернувшись на родину, получил поддержку общественности и несколько партий даже предлагали ему баллотироваться на пост президента страны.

Как писатель известен своим детским романом «Страна Мануэлито», на русском языке вышел его роман «Унаследуешь неведомое море и незнакомые тебе языки» и рассказ «Книга грешника»,